# Psilochorema macroharpax
Psilochorema macroharpax là một loài Trichoptera thuộc họ Hydrobiosidae. Chúng phân bố ở miền Australasia.